# Ambrosius Bosschaert
Ambrosius Bosschaert st. (18. ledna 1573 – 1621) byl nizozemský malíř specializující se na zátiší a obchodník s uměním. Je považován za jednoho z prvních malířů, kteří namalovali květinové zátiší jako samostatný žánr. Založil dynastii malířů, kteří pokračovali v jeho stylu malby. Tím z Middelburgu vytvořili přední centrum malby květin v Nizozemsku.

## Život
Narodil se v Antverpách, ale většinu života strávil v Middelburgu. Tam se s rodinou přestěhoval kvůli náboženství. Specializoval se na malbu zátiší s květinami, která podepisoval monogramem AB (B v A). V jednadvaceti letech vstoupil do městského cechu svatého Lukáše, kde se později stal děkanem. Nedlouho poté se oženil.
Měl tři syny. Všichni se stali malíři. Jmenovali se Ambrosius II, Johannes a Abraham. Během cest ho doprovázel jeho švagr Balthasar van der Ast. Když se v roce 1619 přestěhoval do Utrechtu, tak se i jeho švagr van der Ast přidal do utrechtského cechu svatého Lukáše. Přibližně ve stejné době vstoupil do cechu i malíř Roelandt Savery. Ten měl značný vliv na dynastii Bosschaertů.
Zemřel v Haagu v roce 1621 při práci na květinovém díle. Jeho dílnu a žáky převzal jeho švagr Balthasar van der Ast.

## Dílo

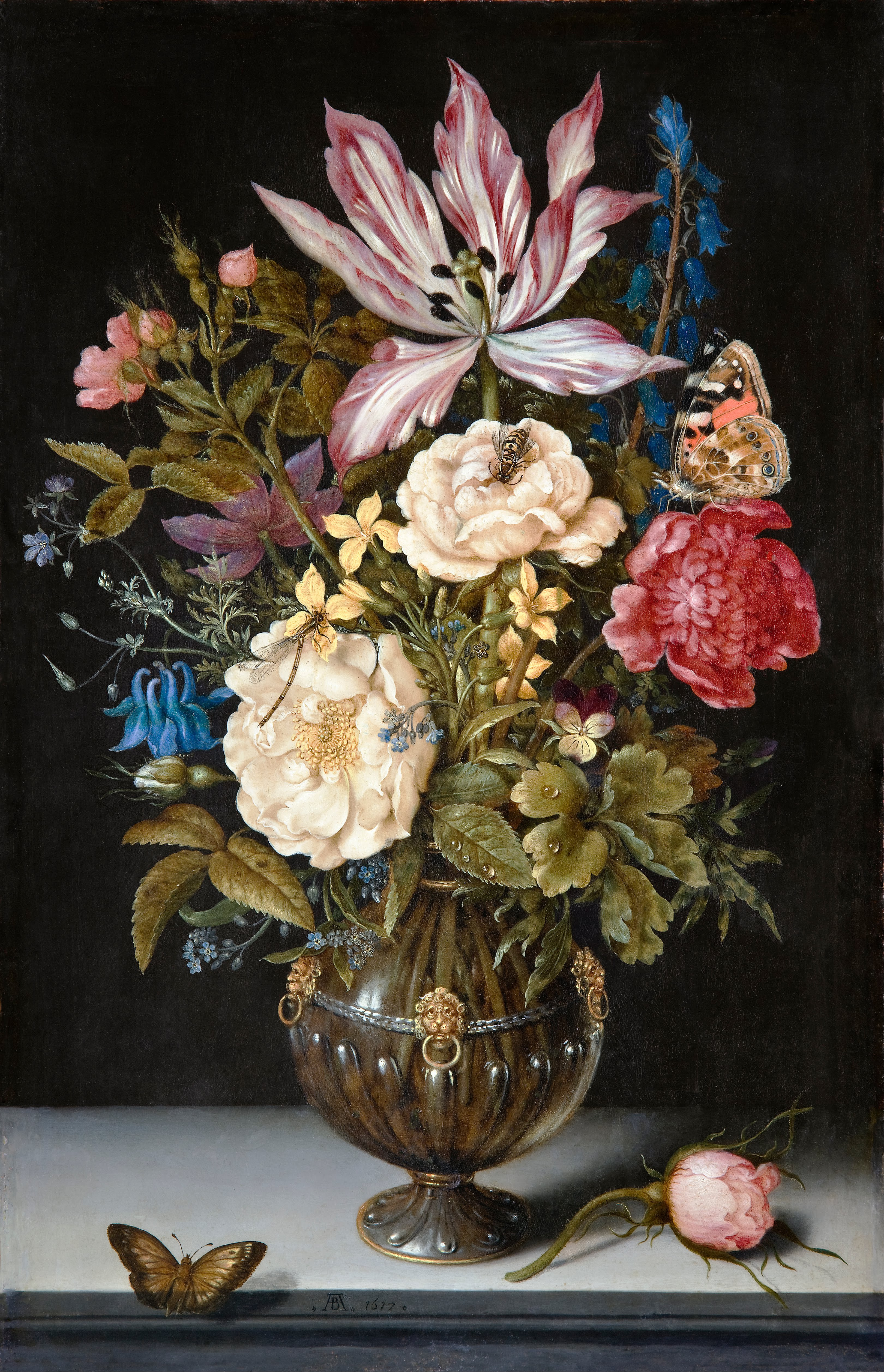
Still-Life with flowers (1618)
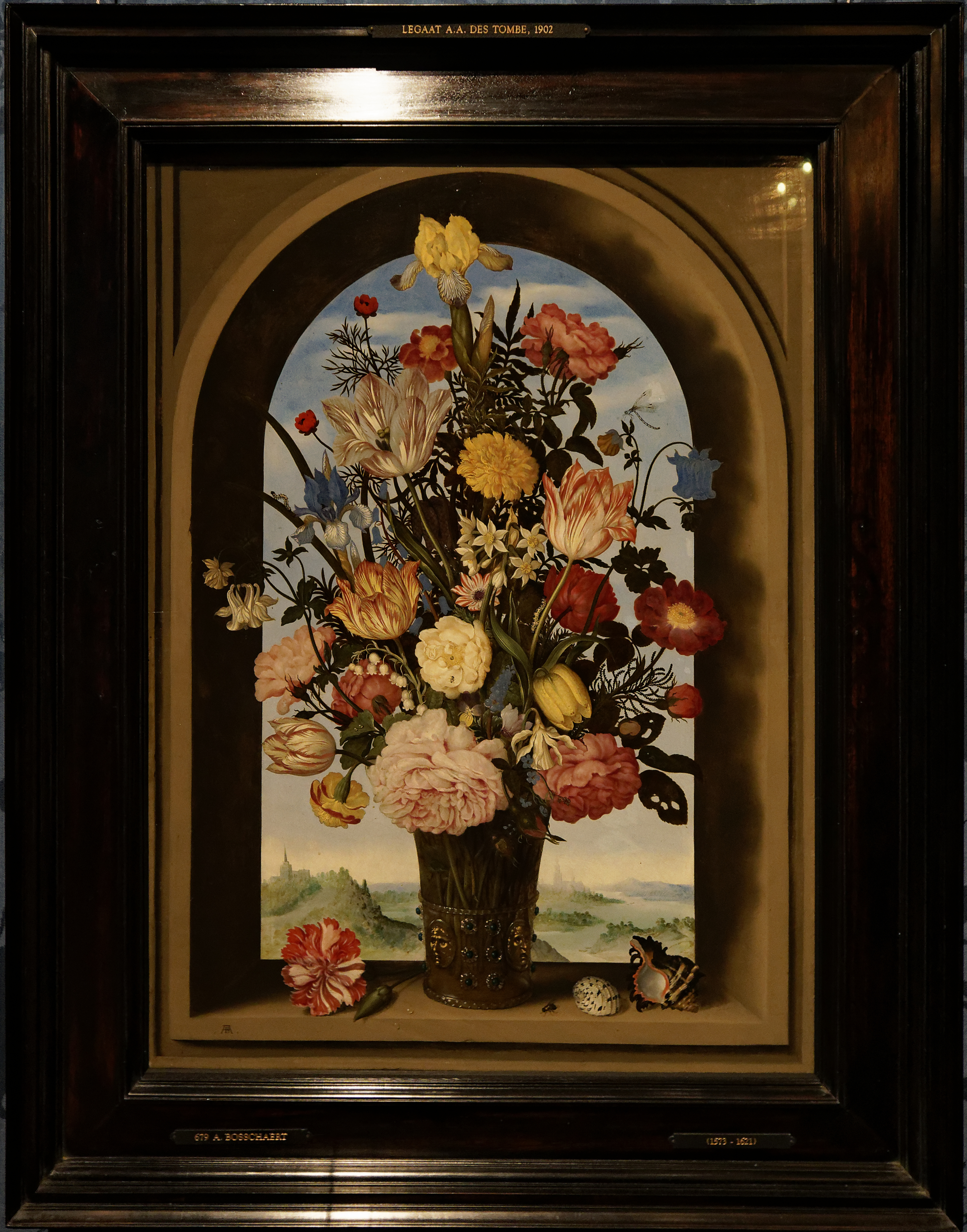
Vase of flowers in a window (1618)